# Кускус
Кускус (от магрибски арабски ксуксу, което идва от тамазигтското сексу) е храна, тестено изделие, което се състои от зрънца с големина около 1 mm (в сготвено състояние), направени по специален начин от грис.
Кускусът по традиция се сервира към месна или зеленчукова яхния. Кускусът е основна храна в Магреб – в по-голямата част на Алжир, източно Мароко, Тунис и Либия той е познат просто като та`аам (طعام) – „храна“. Популярен е в Магреб, Западноафриканския Сахел, Франция и части на Близкия изток. Много популярен е сред евреите от североафрикански произход, но произходът му е берберски.
В САЩ кускусът е познат като паста, но в повечето други страни се разглежда по-скоро като отделен вид зърнена храна. В България истинският кускус е малко познат, а „кус-кус“ е широко употребявано макаронено изделие (паста) с форма на дребни зърна, разпространена в Източна Европа, позната в Италия като пеперини, ачини ди пепе или пиомби, в Унгария като тархоня (бълг. Трахана), на английски: egg barley.

## Производство
Зрънцата кускус се правят от грис (едро смляна твърда пшеница – Triticum durum) или, в някои райони, от едро смлян ечемик или просо. Грисът се ръси с вода и се овалва с пръсти така, че да образува малки топчета, които се ръсят със сух грис, за да не се долепват едно до друго и след това се пресяват. Зрънцата, които са прекалено малки, преминават през ситото и с тях процесът се повтаря, докато получат необходимата големина. Процесът продължава, докато всичкият грис е оформен в зрънца кускус.
Това е много трудоемък процес. В миналото жените са се събирали на групи и са приготвяли запас от кускус в продължение на няколко дни. В наше време производството на кускус е механизирано и кускус се продава по целия свят.
Беркукес са зърна, получени при същия процес, но по-едри.

## Израелски кускус
Израелският кускус, познат още като мафтул или перлен кускус, е по-едър вариант на кускуса и се използва по малко по-различен начин. В западната кухня той често се сервира към ястия от сьомга или пиле или се добавя в салати.
За израелския кускус птитим се разказва, че е измислен поради вълната от еврейски имигранти от различни части на Близкия изток след като държавата получава независимост през 1948 г. По онова време пшеницата е била сравнително изобилна, но оризът е бил дефицитен. Новата паста е била предназначена за заместител на ориза за тези имигранти от източните арабски страни и Персия, където оризът е основна храна.